# Meves-fényseregély
A Meves-fényseregély (Lamprotornis mevesii)  a madarak osztályának verébalakúak (Passeriformes) rendjébe és a seregélyfélék (Sturnidae) családjába tartozó faj.
A magyar név forrással nincs megerősítve, lehet, hogy az angol név tükörfordítása (Meves's Glossy-starling).

## Előfordulása
Angola, Botswana, a Dél-afrikai Köztársaság, Malawi, Mozambik, Namíbia, Zambia és Zimbabwe területén honos. A természetes élőhelye a  fákkal tarkított nyílt szavannák, de emberi településeken is találkozni vele.

## Alfajai
- Lamprotornis mevesii benguelensis Shelley, 1906
- Lamprotornis mevesiiviolacior Clancey, 1973
- Lamprotornis mevesiimevesii ( Wahlberg, 1856)

## Megjelenése
Testhossza 30 centiméter, testtömege 75 gramm.

## Életmódja
Rovarokkal (bogarak, termeszek), valamint gyümölcsökkel és virágokkal táplálkozik.

## Szaporodása
Általában fák üregébe készíti fészkét. Fészekalja 2-3 tojásból áll, melyen a tojó kotlik 18 napig. A fészek készítésében és a fiókák felnevelésében mind két szülő részt vesz.